# Serval
Serval (znanstveno ime Leptailurus serval) je srednje velika mačka z dolgimi tacami, ozko glavo, vitkim telesom in velikimi ušesi.

## Način življenja
Čeprav je tipičen prebivalec savane ga najdemo tudi v barjih in bambusovih gozdovih. Najraje se zadržuje na krajih z gostim rastlinstvom, v bližini vode. Suhih predelov se izogiba. Zelo je razširjen v Afriki južno od Sahare, ne živi pa v gostem tropskem deževnem gozdu in suhih območjih. Serval je dober plezalec in plavalec, najbolj pa ga poznamo kot odličnega tekača. Je samotarska zver in svoj revir označuje z urinom. Ko servali izražajo konflikte, uporabljajo posebno tehniko grozilnih kretenj in glasnih krikov, vendar samo, če je to nujno potrebno. Do svojih sovrstnikov so napadalne, le v času parjenja, pa še tedaj se raje umaknejo, kot pa bi se pobile.

## Razmnoževanje
Čas parjenja je pri servalih na določenih regijah različen. Včasih imajo samice celo dve legli na leto. Samce privabljajo z glasnim mijavkanjem. 1 do 4 mladičev se skoti po desetih tednih v skritem brlogu, postlanim s suhim listjem. Po skotitvi so še majhni, nebogljeni in slepi. Mati jih doji do sedmega meseca starosti, v tem času jih pa tudi uči loviti in preživeti. Ko so pripravljeni za samostojno življenje, jih mati nažene s svojega teritorija. Mladiči si nato sami poiščejo svoj revir. V ta namen prehodijo dolge razdalje, ko pa ga najdejo, mu ostanejo zvesti vse življenje..

## Prehranjevanje
Večinoma lovi v večernem mraku in ponoči. Izključno lovi ponoči tam, kjer se ljudje ukvarjajo s poljedelstvom. Pleni večinoma glodavce, ne odreče se pa tudi zajcem, malim antilopam in ponirkom, pticam, žabam in kuščarjem. Če gre za preživetje, se prehranjuje tudi s termiti, kobilicami in celo s sadeži. Serval pozna več tehnik lova. Včasih leži v zasedi in čaka na mimoidoči plen. Včasih pa uporabi tehniko presenečenja - se priplazi iz kritja in ko je oddaljen le nekaj metrov, nenadoma v teku napade žrtev. Da bi ujel ptiča, lahko skoči tudi 3 metre visoko. Svoj plen použije takoj, če pa ulovi kaj večjega, pa ga nekaj odstopi tudi drugim.